# Джон Тайтор
Джон Тайтор, Джон Титор (англ. John Titor), также известный под псевдонимом TimeTravel_0 — самопровозглашённый путешественник во времени, появившийся на американских форумах в 2000 — 2001 годах. 

## История
По утверждению Джона Тайтора, он прибыл из 2036 года. В это время он сделал множество предсказаний (некоторые из них неопределённые, некоторые весьма специфические) о событиях ближайшего времени, начиная с 2004 года. Некоторые из них сбылись (например, война в Ираке), некоторые — нет (сторонники Джона Тайтора считают, что таким образом он изменил будущее, в котором США распались на пять меньших регионов, окружающая среда и инфраструктура были опустошены ядерной атакой, а большинство других мировых держав — уничтожены).
Джон Тайтор утверждал, что сам он — один из солдат специального подразделения, и целью его миссии является доставка компьютера IBM 5100 из 70-х годов, который обладает малоизвестной функцией делать отладку программного кода старых систем на базе Unix, даже до распространения языков APL и Basic.
На сегодняшний день история пересказана на многочисленных веб-сайтах. В 2003 году фонд Джона Тайтора выпустил книгу. История Джона также обсуждалась на радиошоу Coast to Coast AM. В связи с этим история Тайтора уникальна с точки зрения широкого круга зрителей: она вышла за рамки ограниченной среды — обычной интернет-дискуссии.

## Машина времени
Тайтор несколько раз описывал свою машину времени. В одном из ранних постов он описал это устройство как «стационарную единицу массы временного смещения, приводимую в действие двумя двойными положительными сингулярностями с верхним вращением», создающую «стандартную смещённую синусоиду Типлера».
Более ранний пост был более откровенным, в нём об устройстве машины времени говорилось следующее:
- два магнитных корпуса для двойных микросингулярностей;
- многообразие инжекции электронов для изменения массы и гравитации микро-сингулярностей;
- система охлаждения и выпуска рентгеновских лучей;
- гравитационные датчики, или блокировка переменной силы тяжести;
- четыре основных единицы цезиевых часов;
- три основных компьютерных блока.

Согласно сообщениям, устройство было установлено в задней части автомобиля Chevrolet Corvette с откидным верхом 1966 года выпуска. В более поздних сообщениях упоминался некий грузовик 1987 года выпуска с полным приводом.

## В массовой культуре
В визуальном романе Steins;Gate и его адаптациях образ Джона Тайтора отыгрывает ключевую роль в развитии сюжета.